# Pietro Mallegori
Pietro Mallegori (Bergamo, 22 settembre 1858 – Milano, 5 agosto 1908) è stato un ingegnere italiano.
Promotore dell'istituzione del  Collegio Ingegneri Ferroviari Italiani, gli è intitolato il Premio Mallegori-Di Maio per neolaureati gestito dallo stesso sodalizio.

## Studi

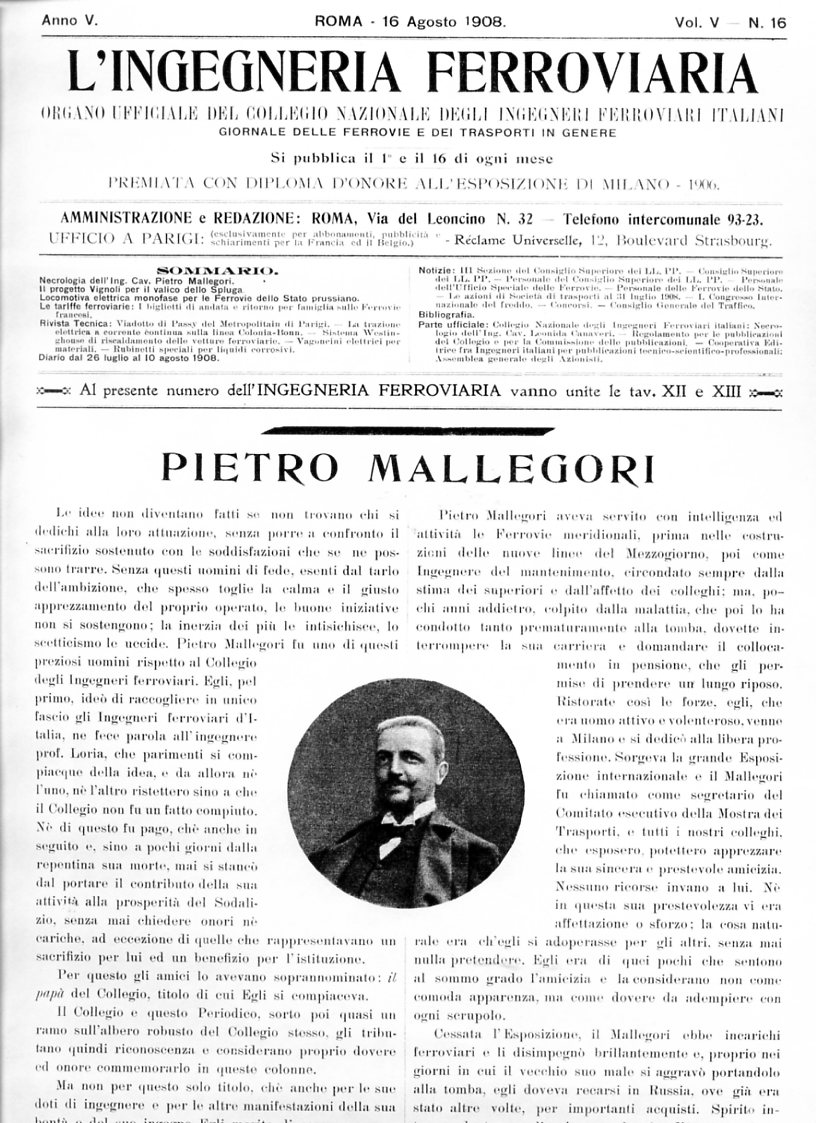
Prima pagina del necrologio ufficiale.

Conseguì la laurea in ingegneria presso l'Istituto tecnico superiore (poi Politecnico) di Milano nel 1881.

## Attività professionale
Nel luglio 1883 fu assunto dalla Società per le Ferrovie dell'Alta Italia (SFAI).
Nel 1885, a seguito del riordino aziendale generato dalla convenzioni ferroviarie del 1884, passò dalla SFAI alla Rete Adriatica.
Presso quest'azienda dapprima collaborò allo studio delle linee Bologna-Verona, Lecco-Colico e Rocchetta Sant'Antonio-Gioia del Colle.
Successivamente prestò servizio presso la terza Sezione Manutenzione e Lavori dell'azienda, con sede a Verona, eseguendovi vari studi e progetti.
Nel 1904, per motivi di salute, abbandonò la Rete Adriatica dedicandosi solo alla libera professione.
Quale ingegnere libero professionista fu titolare della rappresentanza, in Italia, di varie industrie italiane e straniere fornitrici di materiale ferroviario.
Nel 1905-1906 fu il segretario del Comitato esecutivo della Mostra dei trasporti terrestri dell'Esposizione internazionale di Milano del 1906.

## Attività scientifica
Nel 1899 fu il promotore e l'organizzatore del Collegio Ingegneri Ferroviari Italiani. Per tal fine ebbe il sostegno di Leonardo Lorìa, che in quegli anni era docente di Ferrovie nell'Istituto tecnico superiore di Milano.

## Vita privata
Fu sposato con Teresa Bertani. Dal matrimonio nacque una figlia.

### Riferimenti
1. 1 2 3 4 5 6 7 8 9  L'ingegneria ferroviaria, vol. 4, p. 2.
2. ↑  L'ingegneria ferroviaria, vol. 4, pp. 1-2.